# Hiperpigmentación progresiva familiar
La hiperpigmentación progresiva familiar, también conocida como melanosis universalis hereditaria, es una condición dermatológica autosómica dominante infrecuente la cual se caracteriza por la presencia de múltiples manchas hiperpigmentadas en la piel que se pueden notar desde el nacimiento (similares a las manchas café con leche) y que comienzan a esparcirse por el cuerpo por medio de la expansión de las mismas durante la infancia y la adolescencia. Es una condición benigna, ya que no causa ninguna complicación a la salud. Es causada por una mutación en el gen KITLG. Menos de 15 familias alrededor del mundo han sido descritas con esta condición.
La condición fue descubierta por primera vez en 1926 por Scheidt et al, cuando describieron a 14 miembros afectados con la condición pertenecientes a una familia grande de 4 generaciones.

## Tipos
Se cree que hay dos tipos de HPF:
- Hiperpigmentación progresiva familiar: Involucra simplemente a la hiperpigmentación progresiva hereditaria de la piel.[6]

- Hiperpigmentación progresiva familiar con hipopigmentación: Involucra a una combinación de manchas hipopigmentadas estacionarias junto con hiperpigmentación progresiva de la piel, ambos fenómenos son heredados.[5]

## Casos
Esta subsección contiene algunos de los casos de hiperpigmentación progresiva familiar que han sido descritos en la literatura médica (según OMIM):
- 1955: Pegum et al. describe a 2 hermanos con ojos azules de orígenes ingleses los cuales presentaban hiperpigmentación difusa, el primer paciente examinado (el probando) era un niño de 7 años (cerca de los 8) quien, a la edad de 4 meses, comenzó a presentar un incremento de la pigmentación en su cuerpo el cual comenzó en sus genitales y se esparció desde ahí, progreso hasta los 5 años, y después de esta edad de su vida comenzó a disminuir lentamente. Un hallazgo interesante en este niño fue de que, mientras su hiperpigmentación progresaba, su apetito disminuía. Un examen físico reveló queratosis pilaris en su torso, manchas pequeñas de hipopigmentación en su torso y genitales, axilas pálidas, pezones color oscuro, y parches levemente hiperpigmentados en su mucosa oral, ninguna otra parte del cuerpo fuera de estas presentaba alguna anomalía de la pigmentación. El niño también padecía de criptorquidia. Su hermano también padecía de los mismos síntomas, salvo por la criptorquidia, la cual no tenía. Los padres, abuelos, y bisabuelos de los niños eran de piel blanca y ojos azules.[7]

- 1971: Chernosky et al. describe a cuatro miembros afectados pertenecientes a una familia negra estadounidense con la condición, dos de los pacientes eran hijos que compartían solamente a una madre biológica en común, pero tenían padres diferentes.[8]

- 1978: Westerhof et al. describe a catorce miembros afectados de una familia de tres generaciones orígenes Hindu en la cual se presentaban parches de piel tanto hiperpigmentados (más oscurecidos que la piel que los rodeaba) como hipopigmentados (más claros que la piel que los rodeaba). Análisis microscópicos en dichos parches de piel salieron con resultados normales para los diferentes tipos de color que manifestaban. Algunos de los miembros de la familia padecían de discapacidad intelectual y retrasos del crecimiento, aunque no se sabía con seguridad si estos rasgos estaban asociados con la condición o si solo estaban presentes aisladamente por su propia cuenta como un rasgo separado.[9]

- 1989: Rebora et al. describe a varios miembros de una familia italiana de 4 generaciones con la condición. El primer paciente que fue examinado (el probando) era un hombre de 37 años con piel de color marrón claro–oscuro, presentaba hiperpigmentación difusa en todo su cuerpo, y tenía algunos parches pequeños de piel incluso más oscura en su torso y las palmas de las manos y los pies. El hombre también mostraba algunos parches de piel hipopigmentada (clara) en su torso. Según testimonios personales, la hiperpigmentación estaba presente desde el nacimiento en sus genitales, y la misma tonalidad de piel oscura hiperpigmentada esparcirse por su cuerpo durante la infancia.[10]

- 1991: Debao et al. describe a 15 miembros afectados (con un total final de 21) pertenecientes a una familia china Han de 6 generaciones. Los miembros afectados mostraban parches de piel oscura desde el nacimiento o estos mismos comenzaban a aparecer en la infancia, el ritmo al que se esparcían era más rápido durante la infancia pero se hacía más lento conforme el paciente crecía y entraba en la adolescencia, hasta que al final afectaba a la mayoría de las partes del cuerpo de las personas con la condición. Una biopsia de piel reveló hiperqueratosis y una cantidad de melanina aumentada dentro del epidermis.[11]

- 2004: Zanardo et al. describe a tres familias caucásicas del sureste de Alemania con la condición. Su fenotipo de la condición consistía en hiperpigmentación progresiva y difusa de varios niveles la cual coocurria junto con parches pequeños a grandes de piel clara y manchas café con leche que se oscurecían más conforme la condición progresaba (aunque nunca se oscurecían al mismo nivel que la piel alrededor de las manchas mismas), y lentiginosis. Un análisis ultraestructural de la piel mostró un proceso de melanogénesis muy parecido al modo de melanogénesis en personas caucásicas blancas.[12]

- 2005: Hoo et al. describe a miembros de una familia de origen francés–canadiense de tres generaciones en la cual algunos miembros presentaban parches hipopigmentados y manchas café con leche. Un detalle interesante sobre esta familia es que los miembros afectados con la condición mostraban cambios en el modo que la pigmentación estaba presente en su cuerpo conforme iban creciendo; en los años de infancia se presentaban manchas café con leche y parches hipopigmentados y en los años posteriores a ella se deterioraban hasta sostener una apariencia similar a la de las pecas.[13]

- 2006: Zhang et al. describe a seis miembros afectados pertenecientes a una familia Han china de tres generaciones, la edad más temprana de comienzo de la que se tenía registro era los cinco años de edad. La familia era de una región rural de la Provincia de Hubei, en China.[14]

## Descubrimiento del locus responsable por la condición
El primer avancé genético fue hecho por Zhang et al. en 2006, aunque este solo había descubierto un locus cromosomal más no había descubierto a una mutación responsable directa; dicho locus consistía en una región de 45.48 c-M entre el marcador genético D19S593 y "19pter" en el loci 19p13.1 en el cromosoma 19.
El gen responsable por la condición fue descubierto por primera vez en el año 2009 por Wang et al, los participantes del estudio eran los mismos miembros de la familia Han China de 6 generaciones descrita por Debao et al. en 1991. Se les hizo un análisis de enlazamiento genético el cual apuntó hacia el locus 12q21.31-q23.1 del cromosoma 12. Un análisis de haplotipo hecho posteriormente redujo el locus para la condición a un intervalo de alrededor de 9 c-M entre los marcadores genéticos D12S1667 y D12S2081. Una prueba genética enfocada en dicho intervalo genético reveló una mutación missense en el gen KITLG. Dicha mutación era del tipo "gain-of-function" y aumentaba la cantidad de melanina dentro de las células de melanoma humanas por un 109%. La mutación fue denominada "N36S".